# Trace Cyrus
Trace Dempsey Cyrus (Ashland, 24 de fevereiro de 1989) é um cantor, compositor e guitarrista americano mais conhecido por ser irmão por parte de mãe da atriz e cantora Miley Cyrus, e por fazer parte da banda de synthpop Metro Station.

## Biografia
Trace Cyrus é meio-irmão de Miley Cyrus, atriz e cantora que interpretou Miley Stewart/Hannah Montana na série Hannah Montana do canal Disney Channel. Trace e Miley partilham a mesma mãe, Leticia Tish Finley Cyrus. Seu pai biológico é Helson Neal Baxter, que trabalhou por muito tempo com Billy Ray Cyrus, participando de turnês e algumas apresentações ao lado do cantor. Certa vez, em uma entrevista prestada à MTV, Trace disse que iria gravar uma das faixas do álbum de Miley, e essa faixa está no álbum Breakout Edição Platinumm e recebeu o nome de "Hovering".

## Relacionamento
Em 2010, começou a namorar a atriz Brenda Song.
Em 2011, após menos de um ano de relação, o casal revelou o noivado. Mas o noivado foi cancelado em 2013, após quase dois anos de noivado. Eles seguiram como namorados até 2017, em uma relação tumultuada que gerou algumas polêmicas.
De acordo com boatos de agosto de 2011, Trace havia engravidado a sua então namorada Brenda Song. Pouco depois, quando os dois, acompanhados da mãe de Trace, foram vistos saindo de um hospital, com Brenda aos prantos, os boatos foram que ela havia tido um aborto espontâneo. Os dois se separaram em junho de 2012, mas retornaram poucos depois.
Em 14 de fevereiro de 2018, no Dia de São Valentim, ele divulgou a música "Brenda" ao público, que fala sobre o término de um relacionamento.

## Carreira
Trace Cyrus é o vocalista e guitarrista da banda Metro Station. No início de 2006, ele fundou a banda junto de seu amigo Mason Musso, que é irmão de Mitchel Musso, que coincidentemente trabalhava na série Hannah Montana junto da meia-irmã de Trace. Após algum tempo a banda assinou um contrato com gravadora Columbia Records, e em 2008 a banda laçou um álbum de mesmo nome, e criaram sua própria página no famoso site MySpace; Em 2009 a banda viajou com Miley Cyrus para abrir os shows da Wonder World Tour. A banda acabou em março de 2010, devido a saída 2 de seus 4 integrantes originais. Em julho do mesmo ano Trace fundou a banda Ashland High. Em 2011, Mason Musso, ex-parceiro da Metro Station, voltou com a banda. Musso tem os direitos do nome Metro Station. Atualmente os músico da Metro Sation são Austin Sauds, Mason Masso e Cary White.

Em agosto de 2014, Trace retornou como membro do Metro Station com a banda lançando um single intitulado Love & War . A banda já lançou o segundo album intitulado savior.

## Ligações Externas
- «Metro Station» (em inglês)
- «Trace Cyrus» (em inglês) no MySpace

Árvore da família, com base nos artigos dos personagens e em sites de fofoca de nenhuma fiabilidade:
|             |             |             |             |             |             |                 |  | Helson Neal Baxter | Helson Neal Baxter | Helson Neal Baxter | Helson Neal Baxter | Helson Neal Baxter | Helson Neal Baxter |             |             |             |             |  |  |  |  | Letícia Tish Finley Cyrus | Letícia Tish Finley Cyrus | Letícia Tish Finley Cyrus | Letícia Tish Finley Cyrus | Letícia Tish Finley Cyrus | Letícia Tish Finley Cyrus |             |             |  |  |                |                |                |                |                |                | Billy Ray Cyrus | Billy Ray Cyrus | Billy Ray Cyrus    | Billy Ray Cyrus    | Billy Ray Cyrus    | Billy Ray Cyrus    |                    |                    |  |  |  |  |  |  |  |  |  |  |  |  |  |  |  |  |
|             |             |             |             |             |             |                 |  | Helson Neal Baxter | Helson Neal Baxter | Helson Neal Baxter | Helson Neal Baxter | Helson Neal Baxter | Helson Neal Baxter |             |             |             |             |  |  |  |  | Letícia Tish Finley Cyrus | Letícia Tish Finley Cyrus | Letícia Tish Finley Cyrus | Letícia Tish Finley Cyrus | Letícia Tish Finley Cyrus | Letícia Tish Finley Cyrus |             |             |  |  |                |                |                |                |                |                | Billy Ray Cyrus | Billy Ray Cyrus | Billy Ray Cyrus    | Billy Ray Cyrus    | Billy Ray Cyrus    | Billy Ray Cyrus    |                    |                    |  |  |  |  |  |  |  |  |  |  |  |  |  |  |  |  |
|             |             |             |             |             |             |                 |  |                    |                    |                    |                    |                    |                    |             |             |             |             |  |  |  |  |                           |                           |                           |                           |                           |                           |             |             |  |  |                |                |                |                |                |                |                 |                 |                    |                    |                    |                    |                    |                    |  |  |  |  |  |  |  |  |  |  |  |  |  |  |  |  |
|             |             |             |             |             |             |                 |  |                    |                    |                    |                    |                    |                    |             |             |             |             |  |  |  |  |                           |                           |                           |                           |                           |                           |             |             |  |  |                |                |                |                |                |                |                 |                 |                    |                    |                    |                    |                    |                    |  |  |  |  |  |  |  |  |  |  |  |  |  |  |  |  |
|             |             |             |             |             |             |                 |  |                    |                    |                    |                    |                    |                    |             |             |             |             |  |  |  |  |                           |                           |                           |                           |                           |                           |             |             |  |  |                |                |                |                |                |                |                 |                 |                    |                    |                    |                    |                    |                    |  |  |  |  |  |  |  |  |  |  |  |  |  |  |  |  |
| Brenda Song | Brenda Song | Brenda Song | Brenda Song | Brenda Song | Brenda Song |                 |  |                    |                    |                    |                    | Trace Cyrus        | Trace Cyrus        | Trace Cyrus | Trace Cyrus | Trace Cyrus | Trace Cyrus |  |  |  |  |                           |                           | Miley Cyrus               | Miley Cyrus               | Miley Cyrus               | Miley Cyrus               | Miley Cyrus | Miley Cyrus |  |  | Braison Chance | Braison Chance | Braison Chance | Braison Chance | Braison Chance | Braison Chance |                 |                 | Noah Lindsey Cyrus | Noah Lindsey Cyrus | Noah Lindsey Cyrus | Noah Lindsey Cyrus | Noah Lindsey Cyrus | Noah Lindsey Cyrus |  |  |  |  |  |  |  |  |  |  |  |  |  |  |  |  |
| Brenda Song | Brenda Song | Brenda Song | Brenda Song | Brenda Song | Brenda Song |                 |  |                    |                    |                    |                    | Trace Cyrus        | Trace Cyrus        | Trace Cyrus | Trace Cyrus | Trace Cyrus | Trace Cyrus |  |  |  |  |                           |                           | Miley Cyrus               | Miley Cyrus               | Miley Cyrus               | Miley Cyrus               | Miley Cyrus | Miley Cyrus |  |  | Braison Chance | Braison Chance | Braison Chance | Braison Chance | Braison Chance | Braison Chance |                 |                 | Noah Lindsey Cyrus | Noah Lindsey Cyrus | Noah Lindsey Cyrus | Noah Lindsey Cyrus | Noah Lindsey Cyrus | Noah Lindsey Cyrus |  |  |  |  |  |  |  |  |  |  |  |  |  |  |  |  |
|             |             |             |             |             |             |                 |  |                    |                    |                    |                    |                    |                    |             |             |             |             |  |  |  |  |                           |                           |                           |                           |                           |                           |             |             |  |  |                |                |                |                |                |                |                 |                 |                    |                    |                    |                    |                    |                    |  |  |  |  |  |  |  |  |  |  |  |  |  |  |  |  |
|             |             |             |             |             |             | possível aborto |  |                    |                    |                    |                    |                    |                    |             |             |             |             |  |  |  |  |                           |                           |                           |                           |                           |                           |             |             |  |  |                |                |                |                |                |                |                 |                 |                    |                    |                    |                    |                    |                    |  |  |  |  |  |  |  |  |  |  |  |  |  |  |  |  |